# Astasiaceae
Astasiaceae  (Carter, 1859) è una famiglia di microorganismi dell'ordine Eutreptiales del sottodominio Excavata, secondo una classificazione filogenetica.

Sono simili e imparentati con organismi dell'altra famiglia Eutreptiaceae dell'ordine Eutreptiales, con la differenza che Astasiaceae contiene organismi esclusivamente non solo acquatici, ma anche in grado di vivere in ambienti umidi e salmastri.

## Caratteristiche
Le Astasiaceae possono vivere praticamente in qualsiasi ambiente umido, e hanno solitamente due flagelli entrambi emergenti.
La differenza con la famiglia delle Eutreptiaceae è che molte specie sono fototrofe facoltative, ovvero che due dei suoi 12 generi, Tropidocyphus e Notosolenus, comprendono specie probabilmente anche fagotrofe, anche se non sono state rilevate al microscopio organelli di ingestione veri e propri. Nel caso di Notosolenus, sono stati comunque trovati organelli fagotrofici.
Un terzo genere, Distigma, è fototrofo facoltativo, in quanto può essere anche osmotrofo.
Molti altri membri del gruppo sono fotosintetici.

## Generi riconosciuti
La famiglia delle Astasiaceae contiene 12 generi attualmente riconosciuti:
- Astasiella
- Ampullamonas
- Gyropaigne
- Khawkinea
- Atractonema
- Baranovia
- Menoidiomonas
- Cyclidiopsis
- Rhabdomonas
- Tropidocyphus
- Distigma
- Notosolenus

### Astasiella
Flagellati nuovi e rari. Comprende tre specie di acqua dolce. Due di queste specie sono parassiti di uova di copepodi (una sottoclasse della classe Maxillopoda, o microcrostacei, del subplylum Crustacea). Le due specie parassite (eterotrofe), sono state ritrovate una a Castelporziano (RM), l'altra sul lago Balaton, in Ungheria. La terza, allo stato libero, è stata ritrovata in Manciuria, Cina.

### Ampullamonas
Tassonomicamente, al momento ci sono 2 nomi di specie accettati . Inoltre, è incluso un nome attualmente di stato incerto. Lo stato tassonomico di questa entità richiede ulteriori indagini.

### Gyropaigne
Organismi unicellulari di forma ovoidale o cilindrica, con cellula non appiattita, con membrane rigide e fortemente carenate.
Sono specie flagellate con un flagello emergente, tenuto anteriormente e molto mobile durante il nuoto rapido.
Sono organismi incolori, e con modalità di alimentazione osmotrofica, ma con abbondanti grani di paramylon di varia forma.
Le cellule sono per lo più piccole (ca. 25 μ di lunghezza) anche se qualche specie può raggiungere i 45 μ. 
Considerati da Pringsheim (1963) come derivati incolori di Lepocinclis, ma Christen (1962b) lo trova improbabile. 
Specie molto rare. Vivono in acqua dolce con habitat acidi, in particolare stagni e fossati con vegetazione in decomposizione.
Ritrovati in Lettonia, Francia, Svizzera e Ucraina.

### Khawkinea
Organismi incolori che potrebbero essere collocate nel genere Astasiella se non fosse per la presenza di una macchia oculare e di un rigonfiamento flagellare (presunto fotorecettore), il che fa presumere che tale genere sia derivato dal genere fototrofo Euglena (sottoclasse Euglenophyceae, ordine Euglenales, famiglia Euglenidae) per perdita di cloroplasti. Vivono prevalentemente in acqua dolce o putrida, o come parassita dei platelminti, copepodi e negli anellidi d'acqua dolce.

### Atractonema
Attualmente nel è presente solo una specie accettata.Lo stato tassonomico di questa entità richiede ulteriori indagini.

### Baranovia
Attualmente nel è presente solo una specie accettata o un nome infraspecifico.
Specie nuova e rara ritrovata in Manciuria, Cina.Lo stato tassonomico di questa entità richiede ulteriori indagini.

### Menoidiomonas
Cellule simili al menoidio ma non appiattite; vicino a Rhabdomonas ma cellule non ricurve. (Bourrelly (1970) rif. Philipp. J. Sci. 86 (1958), Starmach (1983) rif. Starmach (1969)). 
Larsen e Patterson (1991) lo includono nel genere Menoidium. Vivono prevalentemente in acqua dolce. Ritrovati in Manciuria.

### Cyclidiopsis
Simile per molti versi al genere Euglena acus ad eccezione dell'apertura del canale apicale; Pringsheim (1963) discute se si tratti di una stretta relazione o di un'evoluzione parallela. Bourelly (1970) include Cyclidiopsis all'interno del genere Astasia ma Huber-Pestalozzi (1955), Leedale (1967) e Starmach (1983) lo tengono separato. D'acqua dolce, cosmopolita. Cellule incolori, a nuoto libero, osmotrofiche, allungate, affusolate, non appiattite, rigide, 150-200 _ 7-10 _ m, con leggera flessione ma nessun movimento euglenoideo; presenza di macchia oculare e rigonfiamento flagellare (si pensa quindi che derivi da specie verdi per perdita di cloroplasti).
Organismi incolori, osmotrofici (nessuno fagotrofico), con cellule assolutamente rigide, con un flagello emergente mobile per tutta la sua lunghezza durante il nuoto (normalmente tenuto dritte quando l'organismo è fermo)

### Rhabdomonas
Cellule di forma cilindrica, curve, non appiattite, con estremità arrotondate, 10-25 X 5-10 μ.
Periplasto poco scanalato, con 6-8 creste ripidamente elicoidali, con apertura del canale subapicale. Abbondanza di paramylon.
Le specie vivono in ambienti terrestri umidi o in acqua dolce. La distribuzione é cosmopolita.

### Tropidocyphus
Flagellati incolori, fagotrofici, senza particolari organelli di ingestione visibili al microscopio ottico (nessuno studio al microscopio elettronico, ancora).
Due flagelli emergenti, disuguali, eterodinamici, il più lungo diretto dritto, anteriormente durante il nuoto, il più corto posteriormente.
Cellule rigide, di diametro da 10 a 60 μ, moderatamente appiattite, con diverse (da 4 a 10) chiglie elicoidali pronunciate.
Oltre ad essere meno appiattito e più evidentemente increspato, sembra che ci siano poche differenze fra questo genere e Notosolenus, sebbene sia accettato da Huber-Pestalozzi (1955), Bourelly (1970), Starmach (1983) e altri.
Vive in acqua dolce e marina; Europa, Asia e Americhe.

### Notosolenus
Cellule incolori, rigide, ovoidali, appiattite (solitamente molto piatte), concavo-convesse in sezione trasversale o con carene.
Le più piccole arrivano fino a 10 μ, le più grandi fino a 35-40 μ. Apertura canalare subapicale, con 2 flagelli emergenti, disuguali, eterodinamici, il più lungo diretto anteriormente durante il nuoto, il più corto arretrato.
Organello fagotrofico ma senza ingestione visibile al microscopio ottico. 
Genere recensito da Skuja (1939).
Vive solitamente in acqua dolce, spesso in pozze di palude e sedimenti, in Europa, Asia e Americhe.

### Distigma
Cellule a forma di fuso, non appiattite, incolori, osmotrofiche, a nuoto libero con 2 flagelli emergenti, uno meno della metà della lunghezza dell'altro e diretti lateralmente durante il nuoto con un battito simile al ciglio, il più lungo diretto anteriormente.
Nella specie tipo il lungo flagello sferza molto velocemente, con onde che viaggiano dalla base alla punta.
La cellula è molto plastica, con repentino movimento euglenoideo anche durante il nuoto (caratteristica rara), e di dimensioni variabili fra 5 e 120 μ.
Sono stati trovati 2 o 3 corpi di Golgi molto grandi, che possono essere visti molto chiaramente nella cellula vivente, così come i fili mitocondriali nella metà anteriore e gli organelli di paramylon ovali attorno al nucleo posizionato posteriormente.
Non ci sono macchie oculari o rigonfiamenti flagellari, quindi i "due occhi" visti da Ehrenberg nel 1829 per dare il nome Distigma sono un mistero, a meno che non abbia visto 2 grandi corpi di Golgi. Genere cosmopolita, specie tipo comune, caratteristica degli habitat acidi di acqua dolce come le torbiere.

## Generi non riconosciuti
Alcuni riconoscono i seguenti generi, attualmente classificati in altre suddivisioni:
- Bicudomonas (attualmente Parmidium, genere della famiglia Euglenacee, ordine Euglenales, sottoclasse Euglenophyceae)
- Mariniamonas (attualmente Parmidium, genere della famiglia Euglenacee, ordine Euglenales, sottoclasse Euglenophyceae)
- Hoehnemonas (attualmente Parmidium, genere della famiglia Euglenacee, ordine Euglenales, sottoclasse Euglenophyceae)
- Liangiana (attualmente Parmidium, genere della famiglia Euglenacee, ordine Euglenales, sottoclasse Euglenophyceae)